# Ana de Hesse-Darmstadt (1583-1631)
Ana de Hesse-Darmstadt (3 de março de 1583 - 13 de setembro de 1631) foi uma condessa-consorte de Solms-Laubach.

## Família
Ana era a sétima filha do conde Jorge I de Hesse-Darmstadt e da condessa Madalena de Lippe. Os seus avós paternos eram o conde Filipe I de Hesse e a duquesa Cristina da Saxónia. Os seus avós maternos eram o conde Bernardo VIII de Lippe e da condessa Catarina de Waldeck–Eisenberga.

## Casamento e descendência
Ana casou-se com o conde Alberto Otão I de Solms-Laubach no dia 28 de outubro de 1601. Juntos tiveram cinco filhos:
- Margarida de Solms-Laubach (16 de outubro de 1604 - 6 de novembro de 1648), casada com o conde Henrique Volrad de Stolberg; com descendência.
- Leonor de Solms-Laubach (9 de setembro de 1605 - 6 de julho de 1633), casada com o marquês Frederico V de Baden-Durlach; com descendência.
- Cristina de Solms-Laubach (setembro de 1607 - 29 de novembro de 1638), casada com Emich XII de Leiningen-Dachsburg-Heidesheim; sem descendência.
- Helena Ursula de Solms-Laubach (outubro de 1608 - 16 de agosto de 1616), morreu aos onze anos de idade.
- Alberto Otão II de Solms-Laubach (29 de junho de 1610 - 6 de setembro de 1616); casado com Catarina Juliana de Hanau-Münzenberg; com descendência.